# Stazione di Nurallao
La stazione di Nurallao è una stazione ferroviaria posta nell'omonimo comune lungo la linea ferroviaria Isili-Sorgono, dal 1997 utilizzata esclusivamente come ferrovia turistica.

## Storia
Le origini della stazione di Nurallao si ricollegano a quelle della ferrovia Isili-Sorgono: lo scalo fu infatti tra quelli realizzati durante la fase di costruzione della linea dalla Società italiana per le Strade Ferrate Secondarie della Sardegna, che inaugurò la struttura il 1º aprile 1889 in contemporanea all'attivazione del tronco Isili-Meana Sardo.
La SFSS fu il primo gestore dell'impianto, ruolo che mantenne sino al 1921, anno di passaggio della concessione alla Ferrovie Complementari della Sardegna, a cui seguì nel 1989 la Ferrovie della Sardegna. Sotto l'amministrazione delle FdS la Isili-Sorgono fu chiusa al traffico ordinario a partire dal 16 giugno 1997, venendo destinata all'esclusivo impiego turistico legato al progetto Trenino Verde: da allora la stazione di Nurallao è in disuso e priva di traffico per buona parte dell'anno, fatto salvo il periodo estivo. L'impianto dal 2010 è gestito dall'ARST.

## Strutture e impianti
Posta su una collina a ridosso dell'abitato di Nurallao, la stazione è di tipo passante e comprende complessivamente tre binari a scartamento da 950 mm, di cui il primo di corsa e dotato di banchina. Da esso si diramano un binario di incrocio, passante, ed un tronchino che serviva il dismesso scalo merci della struttura, dotato anche di un piano caricatore ancora presente nell'area.
Nella stazione è presente un fabbricato viaggiatori a pianta rettangolare e sviluppo su due piani, dotato di tetto a falde in laterizi e tre accessi sul lato binari.

## Movimento
Dal 1997 la stazione di Nurallao è utilizzata esclusivamente per le relazioni turistiche del Trenino Verde, effettuabili su richiesta delle comitive dei turisti nel corso dell'intero anno oltre che secondo un calendario tra la primavera e l'autunno, che vede la maggior frequenza di treni nel periodo estivo. Con riferimento all'estate 2017 la stazione è collegata da una coppia di corse domenicali aventi come estremi le stazioni di Mandas e Sorgono.

## Servizi
La stazione è dotata di servizi igienici e di un bar, ubicato nei locali della ex sala d'attesa dello scalo.
- Servizi igienici
- Bar